# Kinesiskt pepparträd
Kinesiskt pepparträd (Zanthoxylum simulans) är en vinruteväxtart som beskrevs av Henry Fletcher Hance. Arten ingår i släktet Zanthoxylum och familjen vinruteväxter. Inga underarter finns listade i Catalogue of Life. De torkade frukterna av både denna och den närstående arten (ibland ses de som samma art) japanskt pepparträd används till sichuanpeppar.